# Batuta

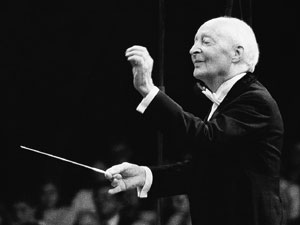
Witold Lutosławski dyrygujący batutą

Batuta (z włoskiego „uderzenie”, „takt”) – cienka, wydłużona pałeczka używana przez dyrygenta w celu precyzyjniejszego, wyraźniejszego i sugestywniejszego wyrażania tempa, metrum i dynamiki utworu. 

## Opis
Ma długość od 25 do 50 cm. Może być wykonana z drewna, bambusa, włókna szklanego, włókna węglowego lub innych lekkich materiałów; często zakończona korkowym lub drewnianym uchwytem w kształcie kulki lub innej, mniej lub bardziej wydłużonej elipsoidy. Pierwotnie - w naturalnej barwie drewna, jednak współcześnie zazwyczaj spotyka się batuty w kolorze białym, który kontrastuje z otoczeniem i jest łatwo zauważalny przez muzyków orkiestry - jest to szczególnie istotne podczas dyrygowania w kanale orkiestrowym, gdzie do ruchów dyrygenta odnoszą się orkiestranci, a także wokaliści na scenie.
W dzisiejszym kształcie została wprowadzona przez Louisa Spohra ok. 1810, jej użycie upowszechnił Felix Mendelssohn-Bartholdy. Wcześniej do utrzymania zespołu w tempie używany był rodzaj laski uderzanej o podłogę lub zwitek nut.